# SIG P230手槍
SIG Sauer P230是由西格&紹爾（英語：SIG Sauer）於1977年研製的緊湊型半自動手槍，主要發射.32 ACP彈和.380 ACP彈。從1996年起 ，它開始被更先進的P232所取代  。

## 概述
由於尺寸小，SIG P230能夠很方便地攜帶，並作為一把備用槍械，亦更適合作隱蔽攜帶。該槍有三個版本，分別為：以8發彈匣供彈的.32 ACP口徑型、7發彈匣供彈的.380 ACP口徑型，還有特別為警察而研製的9毫米口徑型。其中9毫米口徑型使用的9×18毫米口徑彈藥與.380 ACP類似，並有著更大的殺傷力。

## 設計
P230是一把使用簡單的固定式槍管，並以反沖作用運作的手槍。該槍做工精緻，並能與鼎鼎大名的瓦爾特PPK手槍作競爭。由於滑套及槍身較為薄小的原故，它能夠被輕易地收藏於吊掛於腳踝上的槍套内，甚至能夠收藏於背心或防彈衣內。
該槍具藍鋼和全不銹鋼兩種版本可供選擇。藍鋼版本有著藍鋼製的滑套和匹配的陽極氧化槍身，而全不銹鋼版本則不言自明。這兩個版本均使用聚合物成型的環繞式握把，以讓射手能更舒適的握持武器。
P230的扳機為單、雙動式設計，在單動模式時其扳機壓力為5.5磅。射手在拉動滑套上膛的同時會使擊鎚扳起，這時手槍正處於單動模式（當然若手槍的膛室內原本有一發子彈殘留的話射手只需拉下擊鎚便可），擊發時所需的扳機壓力會較小。而在手槍的膛室內預留一發子彈的情況下直接扣動扳機就會實現雙動模式，擊發時會需要較大的扳機壓力，但也非常的流暢。
P230並沒有任何保險裝置，取而代之的是其位於握把左邊的待擊解脱桿，激活後可把扳起的擊鎚退到半待擊狀態，並防止它撞擊手槍的擊針，從而將走火的風險降至最低 。
其缺口式機械瞄具為傳統的SIG樣式和配置，準星有一個小點，瞄具則為一個長方形，瞄準方法也十分簡單。
與瓦爾特P38以及馬卡洛夫等手槍一樣，P230的彈匣釋放鈕也是位於握把底部，這種設計可防止因意外觸碰而導致彈匣掉落的機會。

## 使用國
- 丹麦
  - 丹麥皇家海軍（英语：Royal Danish Navy）[5]
- 德国
  - 多個警察部門[6]
- 香港
  - 香港警務處要員保護組（現已被格洛克17所取代）[7]
- 日本
  - 警視廳警備部警備科
- 葡萄牙
  - 治安警察局（英语：Polícia de Segurança Pública）特別行動組
- 西班牙
  - 西班牙海軍特別行動單位（英语：Unidad de Operaciones Especiales）[8]
- 瑞士
  - 多個警察部門[9]
- 多哥
  - 警察部門
- 英国
  - 英國陸軍特種空勤團[10]
- 美国
  - 多個地方警察部門[9]

## 外部連結
- SIGARMS.com

## 另見
- SIG P228半自動手槍
- SIG P229半自動手槍
- SIG P239手槍
- 瓦爾特PP手槍
- 瓦爾特PK380半自動手槍
- PSM手槍
- 馬卡洛夫手槍
- 雷明登M51半自動手槍
- 64式手槍